# Sikinos

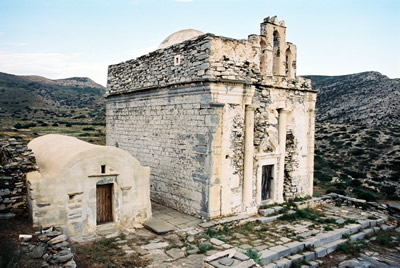
Sikinos: Heroón

Sikinos (Grieks: Σίκινος) is een Grieks eiland, gelegen in de Egeïsche Zee, een van de Cycladen, en ligt ten zuidwesten van het eiland Ios. Het eiland heeft een oppervlakte van 42 km².
Bestuurlijk is dit eiland een Griekse gemeente (dimos) in de bestuurlijke regio (periferia) Zuid-Egeïsche Eilanden.
Sikinos telt 260 inwoners. Een groot aantal huizen wordt alleen 's zomers bewoond.

## Algemeen
Hoewel Sikinos op 40 minuten varen van Ios ligt, laten de meeste toeristen het eiland links liggen. Dat is deels te wijten aan de 8 meter brede snelweg die van het dubbeldorp Chora/Kastro naar Heroón, een Romeinse graftombe uit de 3e eeuw, leidt. Tot voor een paar jaar lag daaronder een van de mooiste monopatía (ezelspaden) van de Cycladen. Wat vroeger een mooie wandeling van ruim een uur was, kan nu met de auto in 5 minuten worden gedaan.